# National Challenge Cup de 1971
A National Challenge Cup de 1971 foi a 58ª temporada da competição futebolística mais antiga dos Estados Unidos. Elizabeth SC entra na competição defendendo o título.
O campeão da competição foi o New York Hota Bavarian Soccer Club conquistando seu primeiro título, e o vice campeão foi o San Pedro Yugoslavs.

## Participantes
| Entram na Primeira Fase |
| - Chicago Sparta - Danube Swaben - Denver Kickers - Elizabeth SC - Heidelberg Brewers - New York Hota Bavarian SC - Pabst Blue Ribbons - Philadelphia Nationals - Philadelphia Ukrainians - Rochester Rangers - San Jose Grenadiers - San Pedro Yugoslavs - St. Louis Hamm - Taunton - University Club |

## Premiação
| National Challenge Cup de 1971                |
| --------------------------------------------- |
| New York Hota Bavarian SC Campeão (1º título) |